# Notopriota
Notopriota este un gen de molii din familia Lymantriinae.